# Romersk beton
Romersk beton (latin: opus caementicium) var et byggemateriale, der blev anvendt fra den sene Romerske republik til Romerrigets fald. Mange konstruktioner (fx romerske akvædukter og havne) med romersk beton har pga. materialets exceptionelle holdbarhed holdt til i dag - dvs ca. 2000 år.

## Årsag til holdbarhed
Romersk beton var baseret på en hydraulisk hærdende cement. For nylig har man fundet, at det i forhold til materialesammensætningen på flere punkter adskiller sig fra nutidens beton, der er baseret på portlandcement.
Man har tidligere troet, at romersk beton er holdbart på grund af dets inkorporering af vulkansk aske.
I år 2023 har forskere ved MIT offentliggjort en forskningsartikel, hvori de beskriver, hvad der formentlig er årsagen til den romerske betons overlegne holdbarhed; den er som følger: Klastisk brændt kalk i betonen, som gør, at den romerske beton er selvhelende. Herudover at den romerske beton hærder ved højere temperaturer, hvilken gør, at andre stoffer dannes. Bieffekt: Betonen hærder hurtigere.
Ifølge MIT vil indlejret klastisk brændt kalk gøre, at disse inklusioner vil hærde senere de steder, hvor der dannes revner. MIT forskerne lavede forsøg, hvor de lavede revner og hældte vand på; efter ca. to uger var betonrevnerne forsvundet. En identisk beton uden brændt kalk, havde ikke denne effekt.

## Historisk
Materialet blev ved midten af det 1. århundrede AD hyppigt brugt, ofte til fugemasse mellem mursten, selvom variationer i tilslaget tillod forskellige materiale-arrangementer. Yderlige innovativ udvikling i materialet, kaldet den romerske arkitektoniske revolution, muliggjorde strukturelt komplicerede former som Pantheon, der verdens største og ældste ikke-armerede betonkuppel.
Romersk beton blev normalt skalmuret med natursten eller mursten, og interiører kan være yderligere dekoret med stuk, fresko malerier, eller forskelligfarvede tynde plader bestående af "marmoreret beton". Selvom det bestod af tilslag og cement ligesom nutidens beton, var tilslagets sammensætning anderledes. Tilslagets stykker var som regel meget større end nutidens beton, og det bestod ofte af murbrokker, med det resultat at det blev lagt frem for hældt. Nogle romerske betonblandinger kunne hærde under vand, hvilket var nyttigt til brobyggeri og andre byggerier ud til vand.
Det er uvished om, hvornår romersk beton blev udviklet, men det var tydeligvis i udbredt brug og i almindelig anvendelse fra omkring 150 fvt. Nogle forskere tror, at det blev udviklet et århundrede forinden.

## Anvendelse i dag
I dag er forskere begyndt at få øjnene op for denne type beton på grund af dens styrke og holdbarhed og den minimale miljøpåvirkning, der er forbundet med produktionen sammenlignet med konventionel portlandcement. I et interview med The Guardian i 2017 nævnte forskeren og geologen Marie Jackson, at romersk beton skulle bruges til byggeriet af Swansea Lagoon, fordi romersk beton, når den reagerer med saltvand, forstærkes yderligere.